# IGA U.S. Indoor Championships 1994
L'IGA U.S. Indoor Championships 1994 è stato un torneo di tennis giocato sul cemento indoor. 
È stata la 9ª edizione del torneo, che fa parte della categoria Tier III nell'ambito del WTA Tour 1994. 
Si è giocato al The Greens Country Club di Oklahoma City negli USA, dal 14 al 20 febbraio 1994.

## Campionesse

### Singolare
Meredith McGrath ha battuto in finale  Brenda Schultz con il punteggio di 7–6, 7–6

### Doppio
Patty Fendick /  Meredith McGrath hanno battuto in finale  Katrina Adams /  Manon Bollegraf con il punteggio di 7–6, 6–2